# Rhodospatha acosta-solisii
Rhodospatha acosta-solisii là một loài thực vật có hoa trong họ Ráy (Araceae). Loài này được Croat mô tả khoa học đầu tiên năm 2005.